# 杉浦敏広
杉浦 敏広（すぎうら としひろ）は、日本のエネルギー研究者。専門分野はエネルギー安全保障、エネルギー地政学、ロシア・中央アジア情勢など。環日本海経済研究所共同研究員。

## 経歴
1950年生まれ。1973年、大阪外国語大学ドイツ語学科を卒業し伊藤忠商事に入社。輸出鉄鋼部輸出鋼管課に配属され、ソ連向け大径鋼管輸出業務を担当。海外ロシア語研修受講後、モスクワ、サハリン、バクーに駐在。サハリン石油ガス開発（SODECO）に出向し、サハリン事務所に合計7年間勤務。また、伊藤忠商事のアゼルバイジャン共和国バクー事務所に6年8か月勤務し、2011年4月に帰国。
2011年5月、日本エネルギー経済研究所に出向し、研究主幹に就任。2015年3月、伊藤忠商事を退職。2015年4月より現職。

## 著書

### 単著
- 『カスピ海のパイプライン地政学』群像社、2021年。ISBN 9784910100173。

### 共著
- 杉本侃ほか『北東アジアのエネルギー安全保障 東を目指すロシアと日本の将来』日本評論社、2016年。ISBN 9784535558472。